# Chafariz de El-Rei

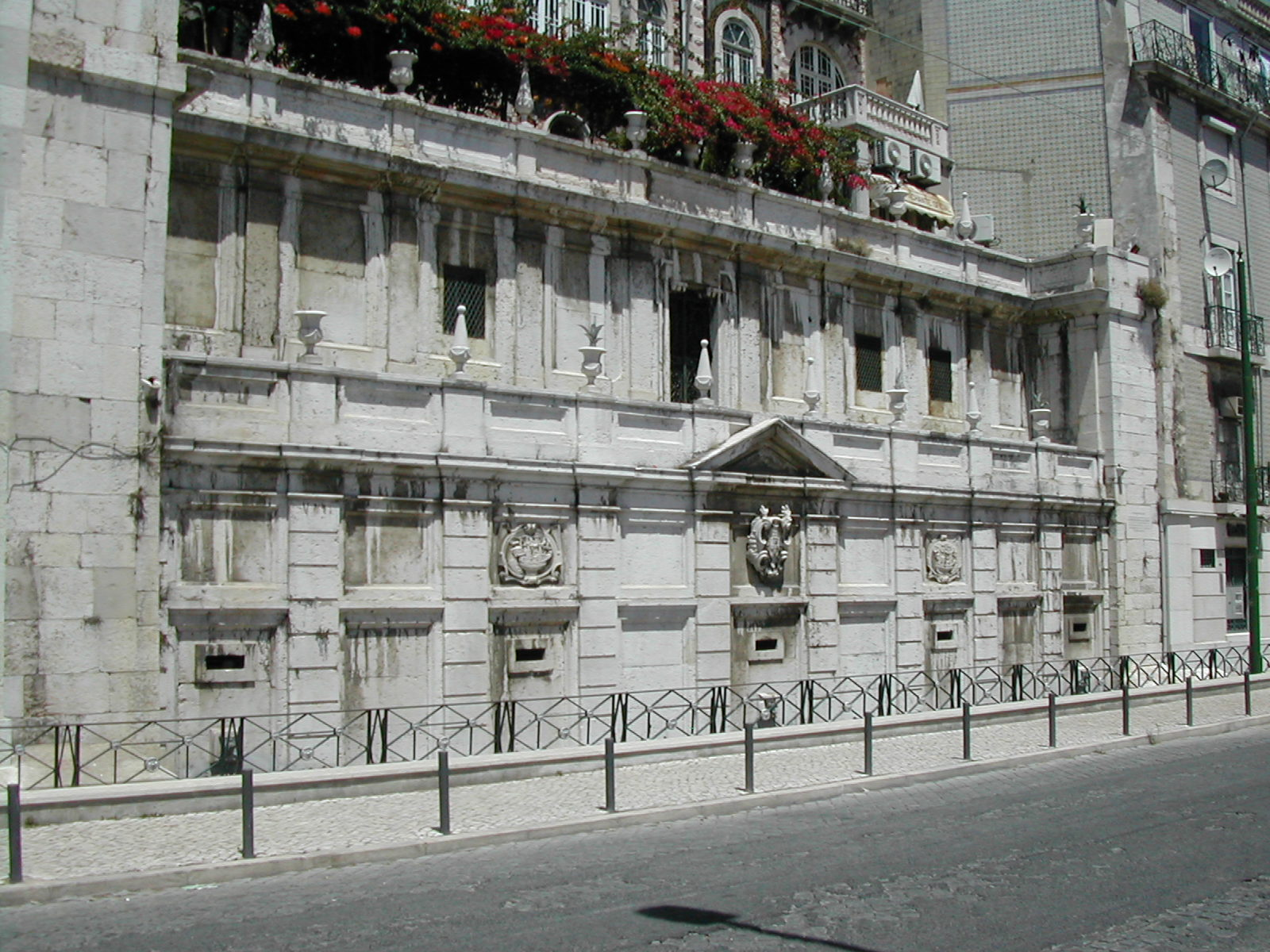
Chafariz de El-Rei.

O Chafariz de El-Rei, que terá sido o primeiro chafariz público na cidade de Lisboa, terá sido construído no século XIII, nos reinados de D. Afonso III de D. Dinis, aproveitando as excelentes águas da encosta de Alfama.
O encanamento de água da nascente para bicas exteriores à chamada Cerca Moura datará de 1487, permitindo o abastecimento dos navios da carreira da Índia.
A actual fachada data de 1864, tendo sido rematada a platibanda e colocados os pináculos e urnas, numa composição arquitectónica classicista.
Chegou a ter nove bicas em funcionamento. Cada bica era exclusiva de um grupo social, não esquecendo os mareantes.
Dado o grande fluxo de pessoas e consequentes desacatos o Senado estabeleceu como segue a sua utilização:
"Uma torneira era para os negros forros; outra para os moiros das galés; outra para as moças brancas; outra para os homens brancos; outra para as índias, negras, escravas e lacaios."
O Chafariz de El-Rei, incluindo as estruturas hidráulicas conexas (reservatório, cisterna e mina de água), está classificado desde 2012 como Monumento de Interesse Público.